# كنيسة السريان الملبار الكاثوليك
كنيسة السريان الملبار الكاثوليك، هي كنيسة سريانية شرقية في تمام الوحدة مع الكنيسة الكاثوليكية في روما؛ تتبع طقوس خاصة كما لها رئاستها الخاصة؛ ينتشر أتباع هذه الكنيسة في الهند، وبحسب تقليد هذه الكنيسة فإن توما أحد التلاميذ الاثني عشر هو من قام بالتبشير في هذه المنطقة وحوّل مواطنيها إلى المسيحية.
يزيد عدد أتباع هذه الكنيسة عن 3.6 مليون نسمة، وهي بالتالي تعتبر ثاني أكبر كنيسة من عائلة الكنائس الكاثوليكية الشرقية التي تقر بسيادة البابا بعد الكنيسة المارونية.

## تاريخ الكنيسة
وصل القديس توما إلى الهند سنة 52 وقضى هناك أكثر من عقدين من الزمن في ولاية كيرالا ضمن منطقة جنوب الهند، واستطاع تأسيس سبع تجمعات مسيحية، كانت بذرة الكنيسة الهندية، وقد لقي القديس توما حتفه خلال الاضطهادات التي واجهها المسيحيون سنة 72، ومما ساعد في انتشار المسيحية هنالك، وجود عدد من المستعمرات اليهودية التي مهدت الطريق أمام القديس توما.
استمرت العلاقة بعد تأسيس هذه الكنائس في الهند مع سوريا وطغى الطقس السرياني عليها، وتشابهت بالطقوس العامة معها، لكنها حافظت على استقلالها الذاتي وإداراتها المحلية، ونال القديس توما نصيبًا كبيرًا من التوقير في صلواتها؛ وعقب مجمع خليقدونية تبعت هذه الكنيسة كنيسة المشرق، وظلت في حال شبه عزلة بسبب صعوبة الاتصالات حتى القرن الخامس عشر، مع الاكتشافات الأوروبية للمنطقة والتي بدأت مع فاسكو دي غاما سنة 1498، وقاد المبشرون اللاتين حركات تبشيرية عديدة أثمرت سنة 1534 حين أصبحت بعض الجماعات الدينية تابعة للكاثوليكية هناك، لكن العديد من المشاكل قد وقعت بين المبشرين البرتغاليين والسكان الأصليين المسيحيين بسبب اختلاف الطقوس، لكن الحركات الجديدة أخذت بالنمو والازدياد خلال القرن السابع عشر، وتأسست 84 مدرسة محلية هناك، بيد أن تنظيم شؤون هذه الطائفة لن يكتمل حتى العام 1778 حين قامت الفاتيكان بتعيين أول بطريرك على هذه الكنيسة، وتم تنظيم العمل الأبرشي والكهنوتي فيها، وقد عدل نظامها عامي 1887 و1923.

## الطقوس
تعتبر هذه الكنيسة من عائلة الكنائس ذات التراث السرياني، وقد ادخل الكثير من الطقوس اللاتينية على طقوس هذه الكنيسة، لكنه وبدءًا من العام 1934 أخذت الكنيسة تستعيد طقوسها القديمة، وقد صدرت أول طبعة سنة 1952 ثم صدرت طبعة ثانية سنة 1962.
وتعتبر أيضًا من الكنائس التقليدية، أي التي تؤمن بالأسرار السبعة المقدسة وتملك سنة طقسية ترتكز على حياة يسوع المسيح الأرضية.

## الأبرشيات
يوجد لهذه الكنيسة 27 أبرشية، ينتشر 11 منها خارج ولاية كيرالا الهندية، و11 منها هي أبرشيات المهجر أي التي تقع خارج الهند، في أوروبا، أمريكا الشمالية وأمريكا الجنوبية.